# Procyon lotor
El mapache boreal o mapache común (Procyon lotor) es una especie de mamífero carnívoro de la familia Procyonidae. Es omnívoro y de tamaño mediano, pesa entre 5 y 15 kg. Es característica de esta especie la coloración oscura de su piel alrededor de los ojos y la cola con colores claros y oscuros alternados como anillos. Su pelaje puede ser gris, marrón o negro, muy raramente albino. 
Es muy común en Norteamérica. Se distribuye desde Canadá hasta Colombia. En México se le ha observado en los treinta y dos estados del país.
Vive en gran variedad de hábitats generalmente asociados a humedales y arroyos. 
Su hábitat original son los bosques mixtos o caducifolios junto a cursos de agua. Se ha adaptado muy bien a vivir en áreas urbanas, donde se puede alimentar de basuras y alimentos para mascotas. Cuando es acosado por humanos o animales domésticos, puede presentar carácter muy agresivo.
Sus huellas son inconfundibles, semejan manos de niño. 
Desde el siglo XX, los mapaches también se extendieron por Europa, principalmente el Cáucaso, tras escapar de granjas peleteras, y se comportan como especie invasora debido a su gran capacidad de adaptación. Los mapaches acostumbran a vivir en pequeños grupos. Antaño fueron muy perseguidos por sus pieles. Su número se redujo considerablemente, aunque se está recuperando. 
Si bien es comercializado como mascota (en México), la NOM-059-SEMARNAT-2010 no considera al mapache en sus listas de especies en riesgo; la UICN 2019-1 lo considera como de Preocupación menor.
La palabra «mapache» proviene de mapachtli en lengua náhuatl, que significa 'el que toma todo en sus manos'.[cita requerida]

## Apariencia
Su peso varía dependiendo del hábitat, variando desde 5,5 a 15 kg. . Es característica la coloración oscura de su piel alrededor de los ojos, y la cola con colores claros y oscuros alternados como anillos. El pelaje puede ser de color gris, marrón o negro, muy raramente albino. Los mapaches tienen cuarenta dientes adaptados a una dieta omnívora. Los molares no son tan anchos como los de los herbívoros ni los incisivos tan afilados y puntiagudos como los de los carnívoros.

## Reproducción y costumbres
El apareamiento tiene lugar durante los meses de enero y febrero, naciendo las camadas en abril o mayo según el clima. Los mapaches acostumbran a vivir en los huecos de los árboles, madrigueras en el suelo, o pequeñas cuevas. Frecuentemente merodean a lo largo de los cursos de agua en busca de comida. El cuidado de las crías queda al cargo de las hembras. A finales del verano, estas se independizan de sus madres. Cuando el clima invernal es severo pueden aletargarse, aunque no hibernan.
Su esperanza de vida ronda los doce años en estado salvaje, y veinte en cautividad. Normalmente la mayoría mueren entre un año y medio y tres años debido a enfermedades, la caza, accidentes de tráfico, o la desaparición de la madre. En la década del 80 se contabilizaron cinco millones de mapaches cazados en Estados Unidos.

## Hábitat
Su hábitat original son los bosques mixtos o caducifolios, junto a cursos de agua.
Se han adaptado muy bien a vivir en áreas urbanas, donde se pueden alimentar de basuras y alimentos para las mascotas. Muchas veces entran dentro de los garajes o áticos en búsqueda de alimento. Cuando son acosados por los humanos o los animales domésticos, pueden presentar un carácter muy agresivo. Normalmente su actitud es indiferente y se limitan a observar la actividad humana con curiosidad.

## Distribución
Los mapaches boreales son muy comunes desde el sur de Canadá hasta Panamá. 
Se desconoce con exactitud el momento en el que se extendieron por Europa, pero se piensa que fue a consecuencia de su introducción deliberada o al escaparse accidentalmente de granjas a mitad del siglo XX. Se han establecido con éxito al carecer de grandes depredadores.

### Como especie invasora
En la actualidad el comercio como mascota ha disparado los escapes y sueltas de estos animales ya que se trata de un animal muy poco apropiado para convivir pues es de hábitos nocturnos, muy activo y agresivo.

Una vez en libertad fuera de sus ecosistemas originales causan graves daños ya que se trata de animales voraces y oportunistas, capaces de cazar, depredar nidos, etc. Esto ha provocado que el Ministerio de Medio Ambiente español lo incluya en la lista de EEI de urgente erradicación. Debido a su potencial colonizador y constituir una amenaza grave para las especies autóctonas, los hábitats o los ecosistemas, esta especie ha sido incluida en el Catálogo Español de Especies Exóticas Invasoras, regulado por el Real Decreto 630/2013, de 2 de agosto, estando prohibida en España su introducción en el medio natural, posesión, transporte, tráfico y comercio.

Biología del mapache boreal
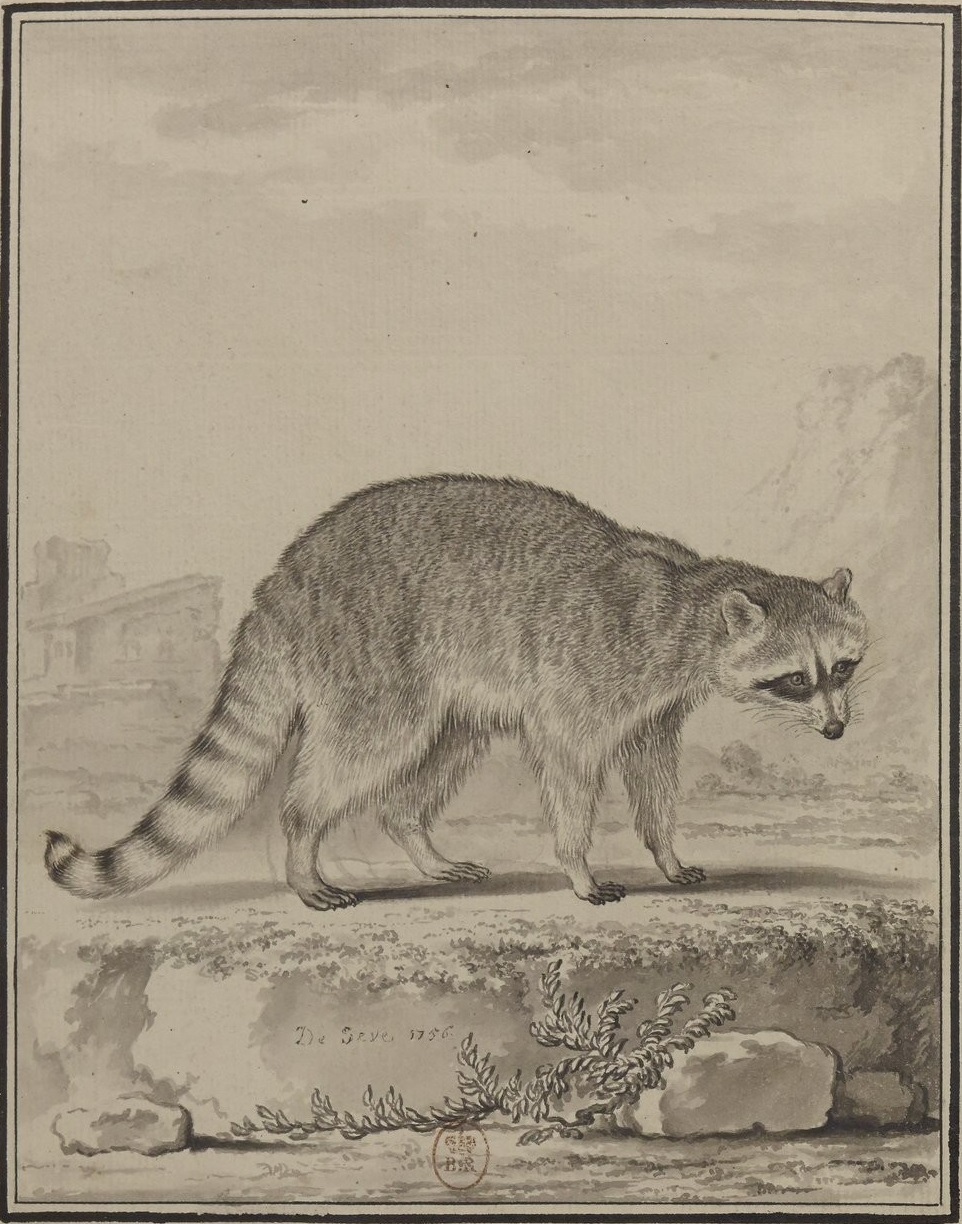
Mapache boreal
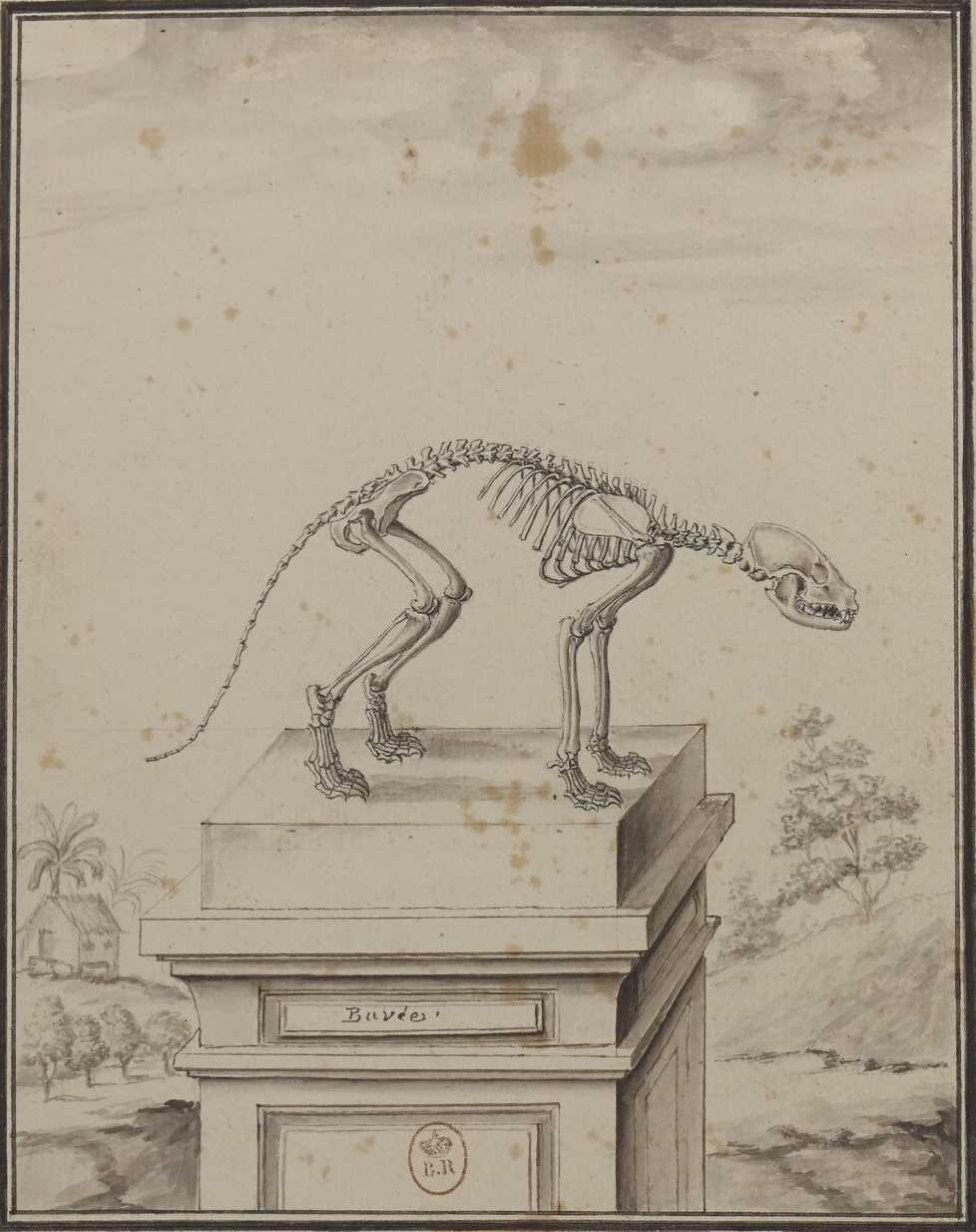
Esqueleto del mapache boreal
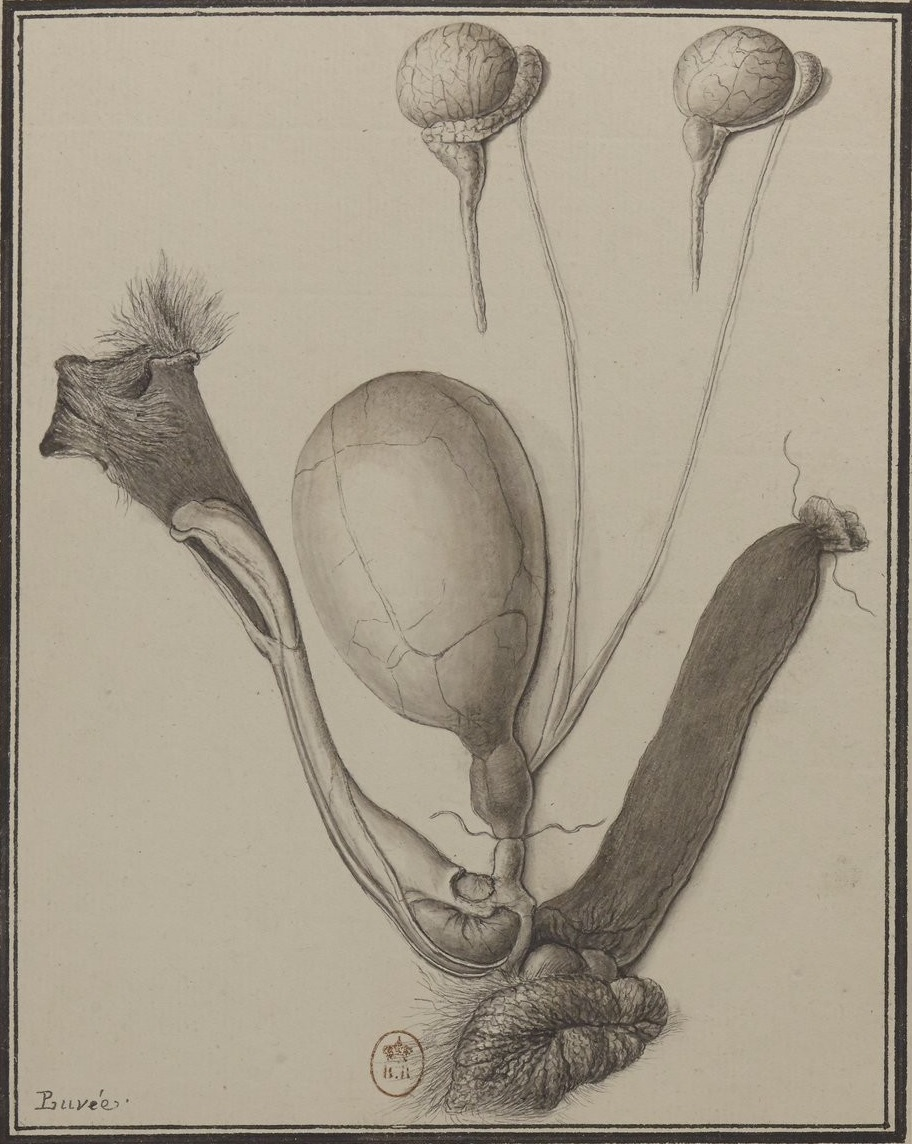
Aparato genital del mapache boreal
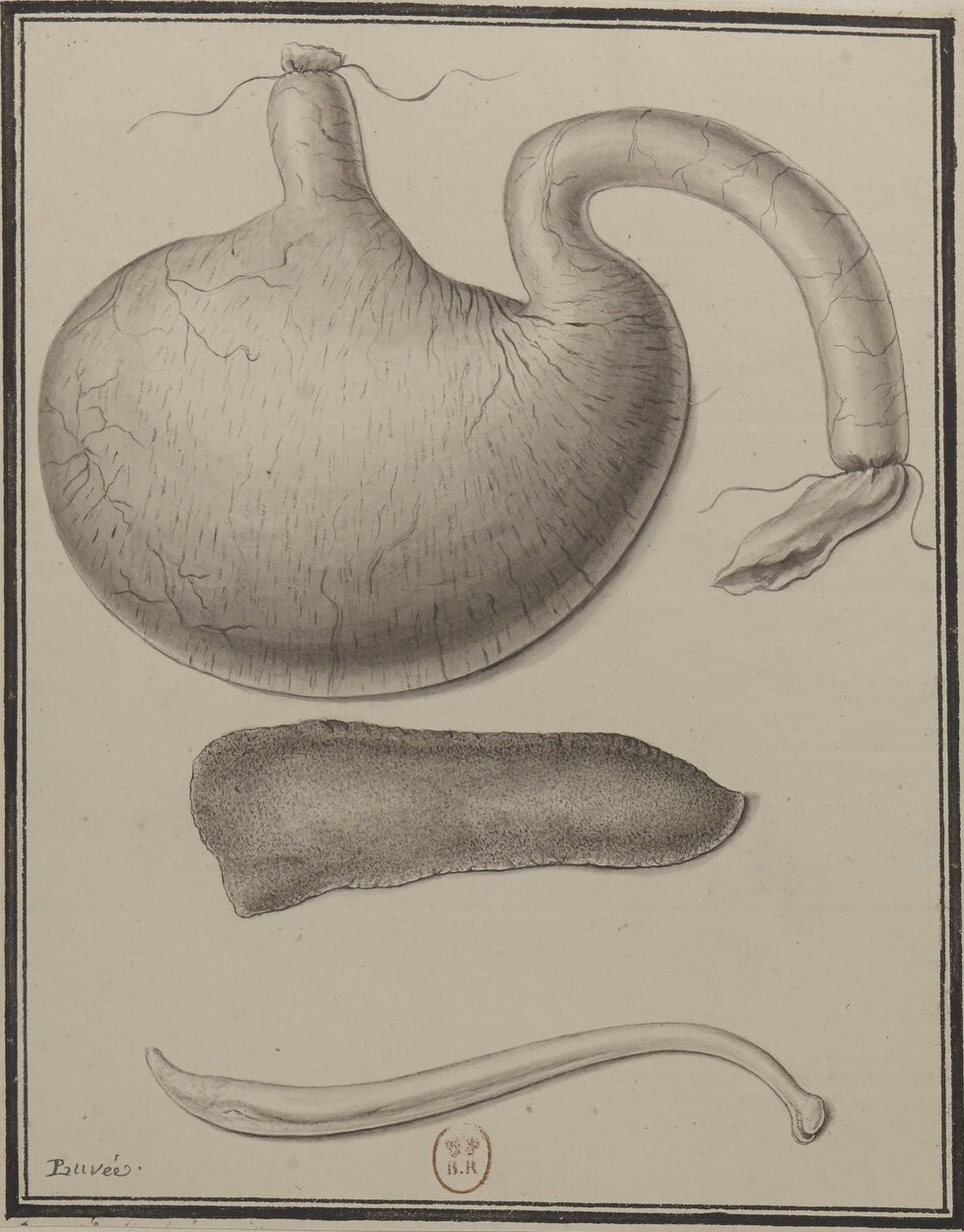
Bazo del mapache boreal

## Subespecies
- Procyon lotor insularis
- procyon lotor gloveralleni

## Etimología
La palabra «mapache» proviene de mapachtli en lengua náhuatl, que significa «el que toma todo en sus manos».

## El mapache en la cultura popular
En las películas Guardianes de la Galaxia y su secuela Guardianes de la Galaxia vol. 2, aparece Rocket Raccoon, un mapache antropomórfico genéticamente modificado (en español, Mapache Cohete).
El mapache es también popular en los videojuegos. Este animal sirve como una de las transformaciones de Super Mario Bros. 3, Mario Mapache (Raccoon Mario) o Mario Tanooki. Reaparecen en Super Mario 3D Land y New Super Mario Bros. 2.
En los videojuegos de Animal Crossing también podemos encontrar mapaches; el ejemplo más característico es el mapache dueño de la tienda del pueblo Tom Nook.

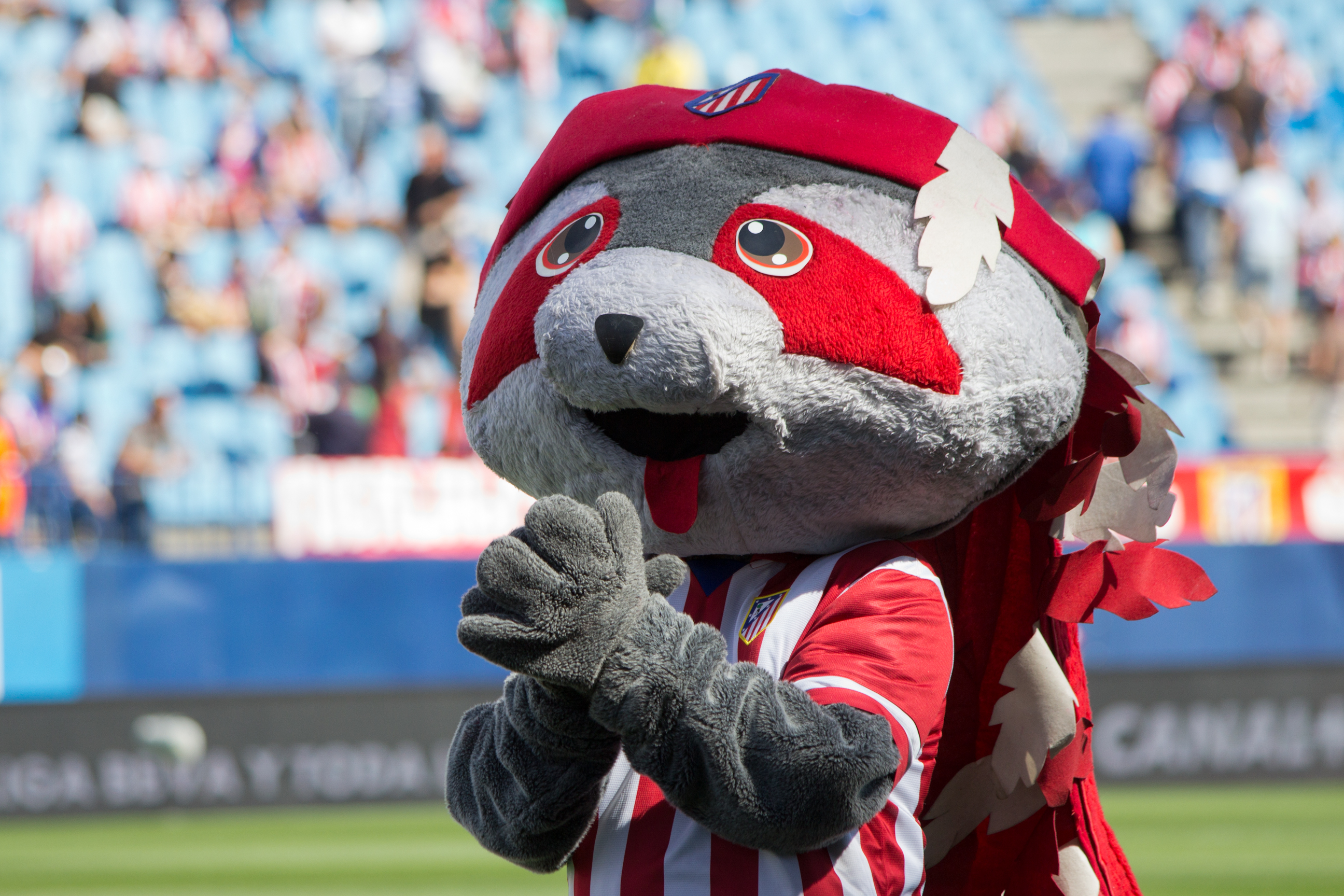
Indi, mascota del Atlético de Madrid

La mascota del Atlético de Madrid es un mapache de nombre Indi, en clara alusión a la afiición que se llaman indios, de donde viene su nombre.